# Plexippoides regius
Plexippoides regius là một loài nhện trong họ Salticidae.
Loài này thuộc chi Plexippoides. Plexippoides regius được Wanda Wesołowska miêu tả năm 1981.